# Podliski (obwód wołyński)
Podliski (ukr. Підліски) – wieś na Ukrainie, w obwodzie wołyńskim, w rejonie rożyszczeńskim.